# Ebhul varius
Ebhul varius är en insektsart som beskrevs av Walker. Ebhul varius ingår i släktet Ebhul och familjen hornstritar. Inga underarter finns listade i Catalogue of Life.